# Angier Goodwin

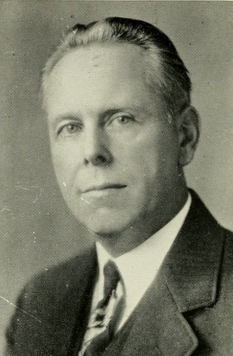

Angier Louis Goodwin (* 30. Januar 1881 in Fairfield, Somerset County, Maine; † 20. Juni 1975 in Melrose, Massachusetts) war ein US-amerikanischer Politiker. Zwischen 1943 und 1955 vertrat er den Bundesstaat Massachusetts im US-Repräsentantenhaus.

## Werdegang
Angier Goodwin besuchte die öffentlichen Schulen seiner Heimat und danach bis 1902 das Colby College in Waterville. Nach einem anschließenden Jurastudium an der Harvard University und seiner 1906 erfolgten Zulassung als Rechtsanwalt begann er in Boston in diesem Beruf zu arbeiten. Gleichzeitig schlug er als Mitglied der Republikanischen Partei eine politische Laufbahn ein. Zwischen 1912 und 1914 sowie nochmals von 1916 bis 1920 saß er im Gemeinderat von Melrose, dessen Präsident er im Jahr 1920 war. Von 1921 bis 1923 amtierte er dort auch als Bürgermeister. Während des Ersten Weltkrieges war er Mitglied der Nationalgarde von Massachusetts und Rechtsberater der Einberufungsbehörde. In den Jahren 1923 bis 1925 gehörte er dem Planungsausschuss von Melrose an. Zur gleichen Zeit war er dort auch Mitglied im Berufungsausschuss (Board of Appeals). Zwischen 1925 und 1928 war Goodwin Abgeordneter im Repräsentantenhaus von Massachusetts; von 1929 bis 1941 gehörte er dem Staatssenat an. Im Jahr 1941 fungierte er als dessen Präsident. 1942 war er Vorsitzender der Kommission zur Verwaltung und Finanzkontrolle des Staates Massachusetts (State Commission on Administration and Finance).
Bei den Kongresswahlen des Jahres 1942 wurde Goodwin im achten Wahlbezirk von Massachusetts in das US-Repräsentantenhaus in Washington, D.C. gewählt, wo er am 3. Januar 1943 die Nachfolge von Arthur Daniel Healey antrat. Nach fünf Wiederwahlen konnte er bis zum 3. Januar 1955 sechs Legislaturperioden im Kongress absolvieren. In seine Zeit im Kongress fielen das Ende des Zweiten Weltkrieges, der Beginn des Kalten Krieges, der Koreakrieg und innenpolitisch der Beginn der Bürgerrechtsbewegung.
Im Jahr 1954 wurde Goodwin nicht wiedergewählt. Von 1955 bis 1960 gehörte er dem Steuerberufungsausschuss von Massachusetts an. Danach zog er sich in den Ruhestand zurück. Er starb am 20. Juni 1975 in Melrose.